# Fritz Bringmann
Fritz Bringmann (* 9. Februar 1918 in Lübeck; † 30. März 2011 in Aukrug) war ein deutscher kommunistischer Widerstandskämpfer gegen den Nationalsozialismus. Der ehemalige KZ-Häftling war von 1970 bis 1995 Generalsekretär der Amicale Internationale KZ Neuengamme (deutsch „Internationale Lagergemeinschaft des KZ Neuengamme“) und bis zu seinem Tod ihr Ehrenpräsident.

## Leben
Fritz Bringmann wurde 1918 in Lübeck als sechstes von acht Kindern einer sozialistischen Arbeiterfamilie geboren. Sein Großvater gehörte 1892 zu den Gründungsmitgliedern der SPD in Stockelsdorf. Sein Vater war ebenfalls Sozialdemokrat und seine älteren Brüder waren Mitglieder in der Sozialistischen Arbeiterjugend und später im Kommunistischen Jugendverband Deutschlands aktiv.
1933 begann Fritz Bringmann eine Lehre als Klempner und Installateur. 1935 wurde er das erste Mal von der
Gestapo verhaftet und gefoltert, weil er mit seinem Bruder auf ein Dach die Parole Nieder mit Hitler gemalt hatte. Im September 1936 wurde Fritz Bringmann zu zwei Jahren Gefängnis verurteilt. Danach war er ab Anfang September 1936 zunächst im KZ Sachsenhausen und ab Ende September 1940 im KZ Neuengamme inhaftiert. 1942 wurde er Stubenältester und damit Funktionshäftling. Er arbeitete als Krankenpfleger. In dieser Funktion wurde ihm im Februar 1942 vom SS-Unterscharführer Wilhelm Bahr befohlen, sowjetische Kriegsgefangene mit Phenolinjektionen zu ermorden. Bringmanns erfolgreiche Weigerung wurde im Curiohaus-Prozess verwendet, um die Schutzbehauptung der Angeklagten zu widerlegen, sie hätten derartige Unrechtsbefehle nicht verweigern können, ohne sich in Gefahr zu bringen.

„»Wie ist es möglich, daß ein Häftling in einem KZ den Befehl eines SS-Mannes verweigern konnte?« wunderte sich im Curiohaus-Prozeß der Staatsanwalt. 
Bringmann, ein Kommunist, antwortete ihm: »Weil man bei uns politischen Häftlingen Charakter hatte und weil es sich um einen unmenschlichen Befehl handelte.«“

Im Frühjahr 1944 konnte Bringmann aus dem KZ fliehen. Nach sieben Wochen wurde er jedoch aufgegriffen und wieder nach Neuengamme verbracht. Zuletzt war er im Zuchthaus in Bremen-Oslebshausen inhaftiert. Nach der Befreiung vom Nationalsozialismus kehrte er im Juni 1945 nach Lübeck zurück.
Nach Kriegsende beteiligte sich Fritz Bringmann am Aufbau der FDJ in Lübeck. Wegen der Vorbereitung des Deutschlandtreffens der Freien Deutschen Jugend wurde er 1950 erneut kurzzeitig verhaftet. Später engagierte er sich bei der KPD. Bei der VVN war er Landessekretär und Landesvorsitzender in Schleswig-Holstein. Von 1970 bis 1995 war er Generalsekretär der Amicale Internationale Neuengamme. 1979 wurde er auf dem Bundeskongreß der VVN-Bund der Antifaschisten in das Präsidium der Organisation gewählt.

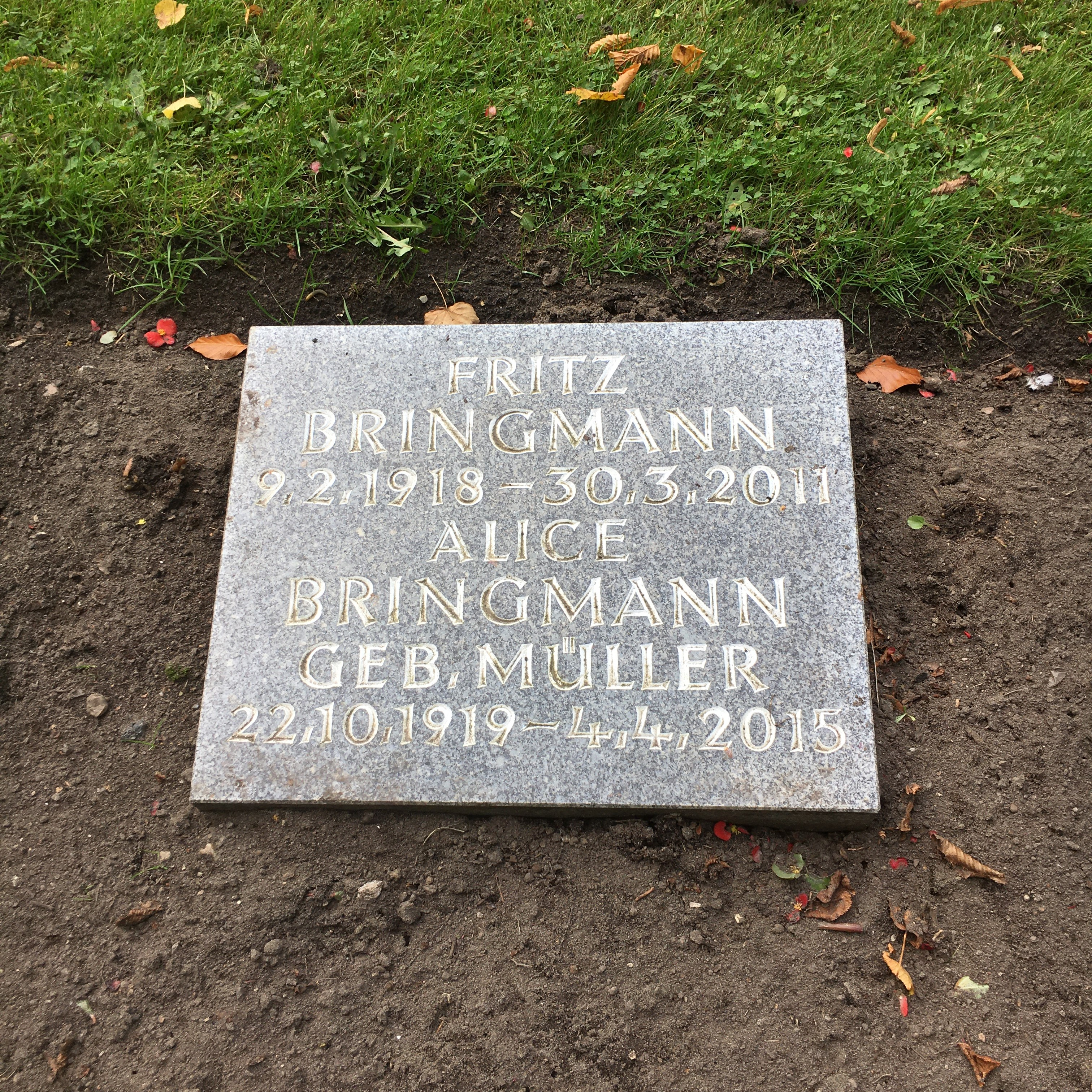
Hamburgische Grabstätte

Fritz Bringmann, seit 1947 verheiratet, lebte seit 1966 mit seiner Frau Alice in Aukrug bei Neumünster. Am 7. April 2011 wurde er auf dem Ohlsdorfer Friedhof in Hamburg beerdigt. Die Grabstätte befindet sich auf dem Ehrenfeld der Geschwister-Scholl-Stiftung.
Sein älterer Bruder Werner geb. 1913 war Widerstandskämpfer, Mitglied der Internationalen Brigaden in Spanien und schloss sich danach der Résistance an.
Die frühe Begegnung mit Fritz Bringmann hat den Historiker Herbert Diercks, langjähriger Mitarbeiter der KZ-Gedenkstätte Neuengamme und Autor von Publikationen über Verfolgung und Erinnerungsarbeit, stark beeinflusst.

## Ehrungen

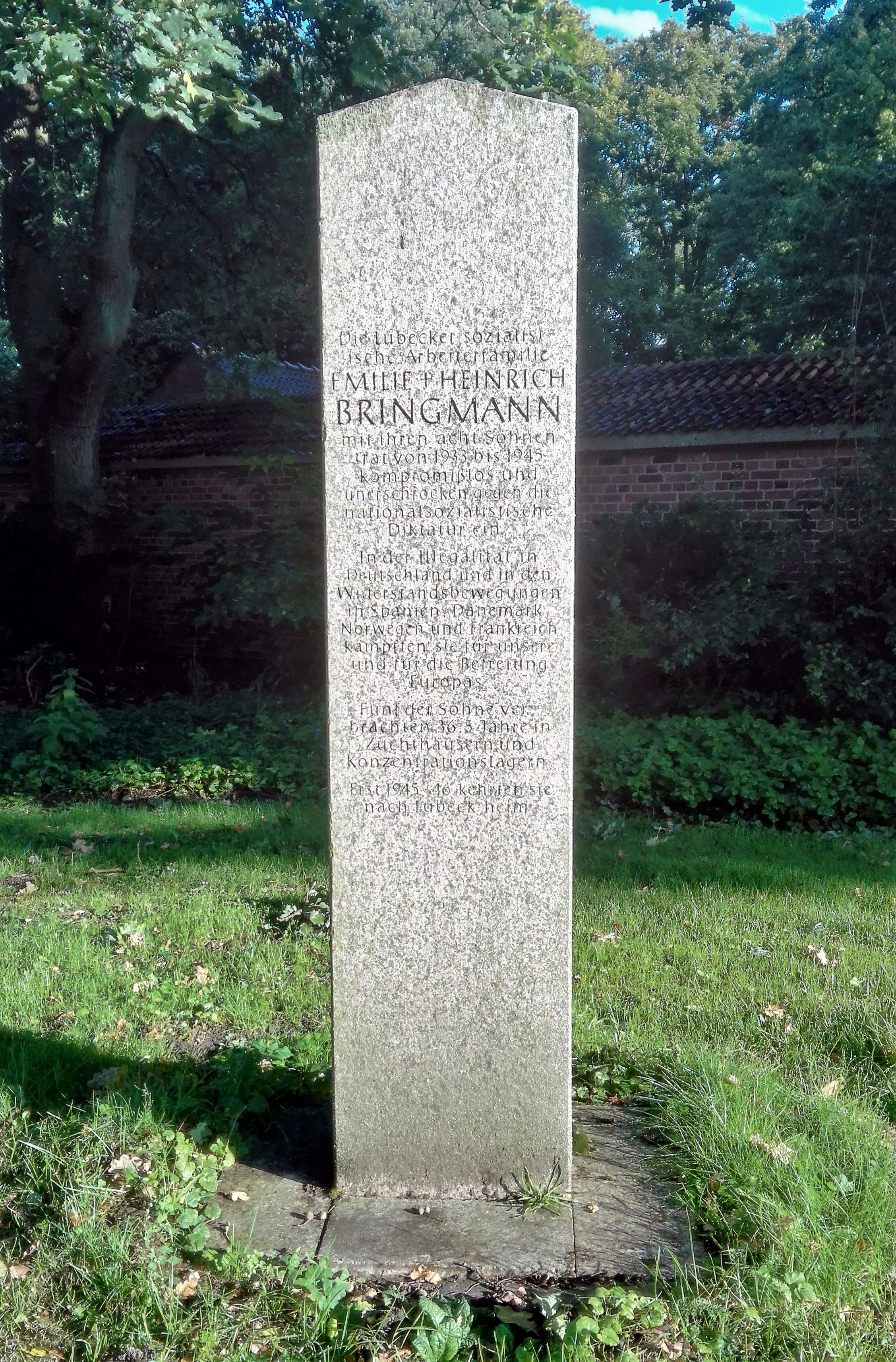
Gedenkstein der Familie Bringmann

- Im Jahr 2000 erhielt Bringmann das Bundesverdienstkreuz 1. Klasse.
- Außerhalb der Gedenkstätte für die Opfer von Krieg und Gewaltherrschaft wurde im Block 20 auf dem Vorwerker Friedhof in Lübeck ein Gedenkstein für die Familie Bringmann aufgestellt. Dessen Inschrift besagt, dass die sozialistische Lübecker Arbeiterfamilie Heinrich Bringmann mit ihren acht Söhnen unerschrocken von 1933 bis 1945 gegen die nationalsozialistische Diktatur eintrat, in der Illegalität in Deutschland und den Widerstandsbewegungen in Spanien, Dänemark, Norwegen und Frankreich für unsere und für die Befreiung Europas kämpfte,  fünf der Söhne zusammen 36,5 Jahre in Zuchthäusern und Konzentrationslagern verbrachten und erst 1945/46 nach Lübeck heimkehrten.
- 2018 wurde an Bringmanns 100. Geburtstag die Straße Fritz-Bringmann-Ring im Hamburger Ortsteil Fünfhausen eingeweiht.

## Schriften
- KZ Neuengamme. Berichte, Erinnerungen, Dokumente. Röderberg Verlag, Frankfurt a. M. 1981
- Mit Herbert Diercks: Die Freiheit lebt! Antifaschistischer Widerstand und Naziterror in Elmshorn und Umgebung. 702 Jahre Haft für Antifaschisten. Röderberg Verlag, Frankfurt a. M. 1983
- Mit Hartmut Roder: Neuengamme verdrängt, vergessen, bewältigt? Die „zweite“ Geschichte des Konzentrationslagers Neuengamme 1945 bis 1985. VSA-Verlag, Hamburg 1987, ISBN 3-87975-416-0.
- Erinnerungen eines Antifaschisten 1924–2004. Konkret, Hamburg 2004, ISBN 3-89458-231-6.
- Kindermord am Bullenhuserdamm: SS-Verbrechen in Hamburg 1945. Menschenversuche an Kindern. 3. Auflage. Herausgegeben von der Arbeitsgemeinschaft Neuengamme für die BRD e. V., Röderberg-Verlag, Frankfurt am Main 1980, ISBN 3-87682-591-1.